# Felsőújlak
Felsőújlak (németül: Neusiedl bei Güssing) Kukmér települérésze, egykor önálló község Ausztriában Burgenland tartományban a Németújvári járásban.

## Fekvése
Németújvártól 12 km-re északnyugatra a Zickenbach partján fekszik.

## Története
1455-ben V. László király adománylevelében említik először, melyben a települést Baumkirchner Andrásnak a szalónaki uradalom birtokosának adja.
1527-ben I. Ferdinánd király a szalónaki uradalommal együtt Batthyány Ferencnek adta és ettől fogva a Batthyány család birtoka volt. 1529-ben és 1532-ben török támadás érte, de újjáépítették. A németújvári uradalomhoz tartozott.
Fényes Elek szerint " Neusiedl, német falu, Vas vmegyében: 366 kath., 436 evang. lak. Szőlőhegy. Erdő. Középszerü föld. F. u. h. Batthyáni. Ut. post. Németujvár (fiók). " 
Vas vármegye monográfiája szerint " Ujlak (Neusidl), német község, a németujvári járásban, 165 házzal és 969 r. kath. és ág. ev. lakossal. Postája Kukmér, távírója Német-Ujvár. " 
1910-ben 892, túlnyomórészt német lakosa volt. A trianoni békeszerződésig Vas vármegye Németújvári járásához tartozott. 1971-ben közigazgatásilag Kukmérhoz csatolták.

## Nevezetességei
Szent Péter és Pál apostolok tiszteletére szentelt római katolikus temploma.

## Külső hivatkozások
- Kukmér hivatalos oldala
- Felsőújlak a dél-burgenlandi települések honlapján
- A helyi önkéntes tűzoltóegylet honlapja
- A helyi fúvószenekar honlapja Archiválva 2009. április 18-i dátummal a Wayback Machine-ben
- Az Osztrák Néppárt helyi szervezetének honlapja